# Adrian Carambula
Adrian Ignacio Carambula Raurich (Montevideo, 16 marzo 1988) è un ex giocatore di beach volley e allenatore di beach volley uruguaiano naturalizzato italiano.
È conosciuto come Mr Skyball per il suo stile unico al servizio. La sua celebre battuta, la Skyball appunto, consiste nel colpire la palla con un taglio per poi essere spedita altissima. Il risultato è un pallone che può andare a finire nella visuale del sole (o delle luci, in caso di incontro serale) e che nella discesa può risultare molto difficile da controllare per l'avversario, soprattutto in caso di vento sfavorevole.

## Carriera
Nato e cresciuto in Uruguay, si trasferì in Florida (a Miami) all'età di 13 anni. Iniziò la sua carriera sportiva come calciatore (tra l'altro condividendo la squadra con il connazionale Luis Suárez), ma in seguito a un infortunio all'inguine, passò al beach volley. Grazie alla nonna materna (di Torino) ha ottenuto la cittadinanza italiana.
Carambula partecipa al torneo di beach volley di Rio de Janeiro 2016, in coppia con Alex Ranghieri. I due hanno vinto la prima partita del loro girone contro la coppia austriaca Doppler-Horst e in seguito hanno ottenuto il passaggio alla fase a eliminazione diretta battendo la coppia canadese Binstock-Schachter.
Nel giugno 2021 si è qualificato ai Giochi olimpici di Tokyo 2020 con Enrico Rossi. I due verranno eliminati nella fase a gironi. Nell'agosto dello stesso anno partecipa agli europei di beach volley in coppia con Gianluca Dal Corso.
Dalla stagione 2022-2023 si riunisce all'ex compagno Alex Ranghieri, ottenendo 3 podi al Beach Pro Tour in ottica qualificazione alle Olimpiadi di Parigi del 2024.
Il 10 dicembre 2024 annuncia il suo ritiro come giocatore di beach volley e diventa allenatore della coppia Anders Mol/Christian Sørum .